# الكوابلية
الكوابلية  (بالإنجليزية: Lakouablia)‏ هي دوار تابع لإقليم اليوسفية ضمن جهة مراكش آسفي بالمغرب.